# Baczów
Baczów (ukr. Бачів) – wieś na Ukrainie w rejonie lwowskim (do 2020 roku w rejonie przemyślańskim) należącym do obwodu lwowskiego.

## Położenie
Na podstawie Słownika geograficznego Królestwa Polskiego i innych krajów słowiańskich: Baczów to wieś w powiecie przemyślańskim, 6 km od Janczyn.

## Historia
W 1921 wieś liczyła 147 zagród i 794 mieszkańców, w tym 648 Ukraińców, 101 Polaków i 27 Żydów, 7 Niemców i 11 innych narodowości. W 1931 gospodarstw było 305 a mieszkańców 1720.